# Ducado de Parma e Placência
O Ducado de Parma e Placência (em italiano Ducato di Parma e Piacenza), de 1748 a 1847 Ducado de Parma, Placência e Guastalla,  foi um Estado que existiu na península Itálica, de 1545 a 1859. Foi criado em 1545 pelo então cardeal Papa Paulo III, para doá-lo a seu filho Pedro Luís Farnésio, cujos descendentes, por via masculina, o governaram até 1751. Ocupava o território das atuais províncias de Parma e Placência, na atual região italiana de Emília-Romanha. Durante o período ducal, conheceu uma fama particular pela sua escola de pintura, com artistas do nível de Correggio. O apoio dos duques favoreceu a realização de obras arquitetônicas que transformaram Parma de capital de um pequeno ducado, nascido sob o nepotismo papal, a uma grande cidade.
Em 1731, o duque António Farnésio morreu sem deixar descendentes. O ducado passou assim à sobrinha Isabel Farnésio a qual, tendo desposado em 1714 Filipe V de Espanha, o transmitiu aos Bourbons: seu filho Filipe I de Parma foi o primeiro duque Bourbon e fundador da Casa de Bourbon-Parma.
O período bourbônico durou até o fim do ducado, mas foi interrompido por dois períodos de regência dos Habsburgos e uma anexação ao Império Francês de 1808 a 1814.

## História

### O período farnesiano, nascimento do ducado
Em 1545, o Papa Paulo III criou o ducado de Parma e Placência para destiná-lo a seu filho Pedro Luís Farnésio. Naquela época, Parma era considerada uma cidade de médias dimensões com quase 20 000 habitantes, enquanto em todo o condado se contavam 97 123 habitantes.
Pedro Luís Farnésio tomou posse de seu estado em 23 de setembro de 1545, permaneceu em Parma uns poucos meses e depois transferiu-se a Placência, escolhendo-a como capital e sede da corte. Não mostrou nenhuma gratidão ao Papa, considerando a formação do ducado como mérito totalmente seu, e buscou deixar de ser vassalo dos Estados Pontifícios e tornar-se vassalo do Sacro Império Romano-Germânico, mas o próprio imperador Carlos V o recusou. Os primeiros empreendimentos que fez foram: a abertura de numerosas escolas (onde se ensinavam a medicina, o direito, a literatura grega e latina); a construção de novas vias de comunicação para favorecer o comércio; a reforma do sistema administrativo seguindo o modelo milanês; a reforma do sistema judiciário de forma mais justa: os juízes deviam justificar as prisões.

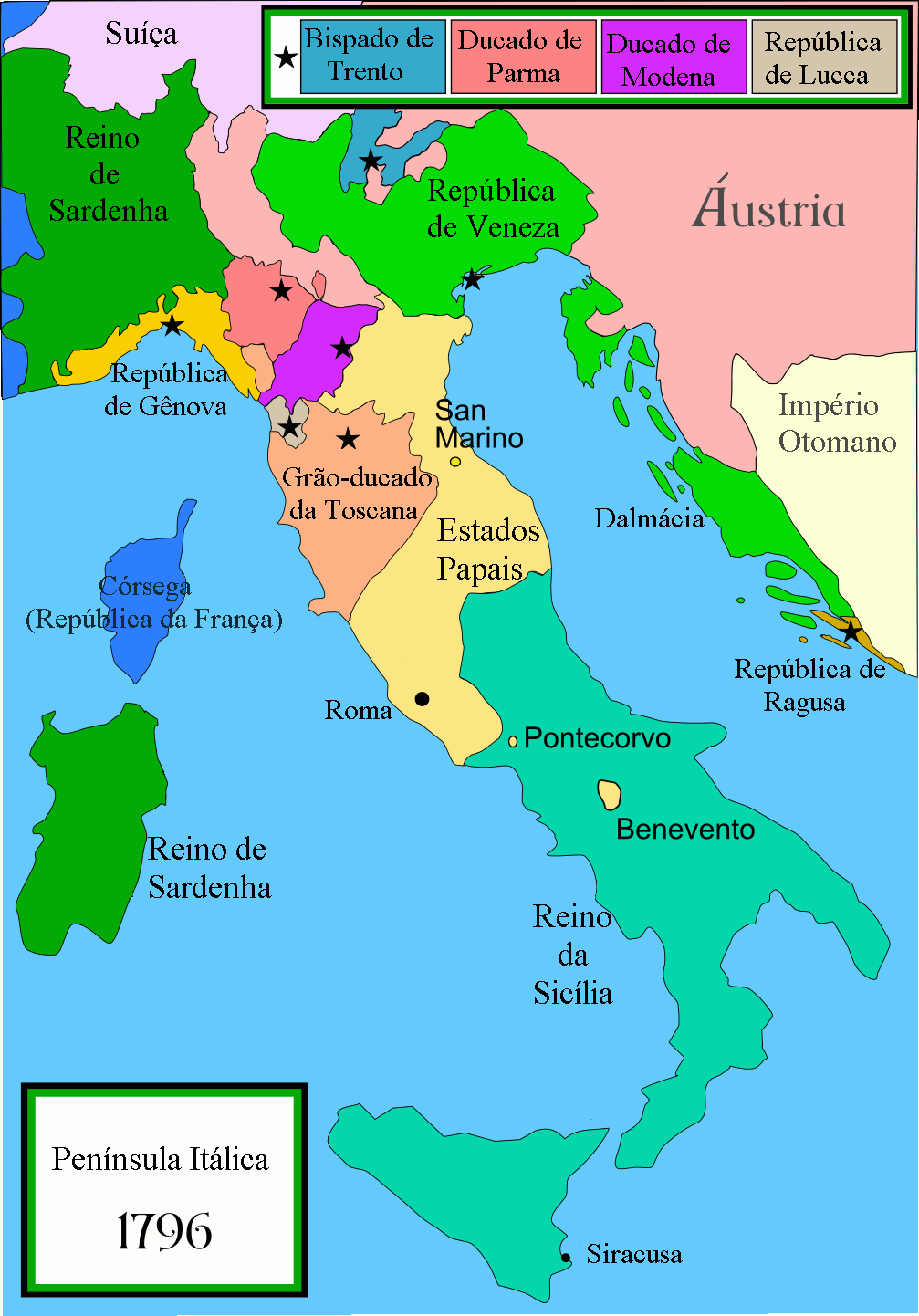
O Ducado de Parma (em vermelho) no final do século XVIII

Deu forte avanço à agricultura, abolindo a taxa sobre os animais, reparando estradas rurais, reconstruindo ou restaurando pontes e melhorando o regime de águas. Para a indústria e o comércio, melhorou as comunicações entre as várias regiões do ducado e desenvolveu o serviço postal.
Para reequilibrar o balanço, sujeitou todos os habitantes ao pagamento de taxas e suspendeu as exceções injustificadas. Para poder alcançar tal objetivo, ordenou aos padres de fazer o censo de todos os paroquianos dos 10 aos 70 anos de idade; de cada paróquia foram eleitos três representantes, um rico, um de modesta fortuna e um pobre; estes deviam fazer o censo dos bens móveis, imóveis e os animais de cada paroquiano. Com tal método, o duque tomou conhecimento da riqueza de cada habitante e estava em condições de repartir igualmente a carga pública e de taxas.

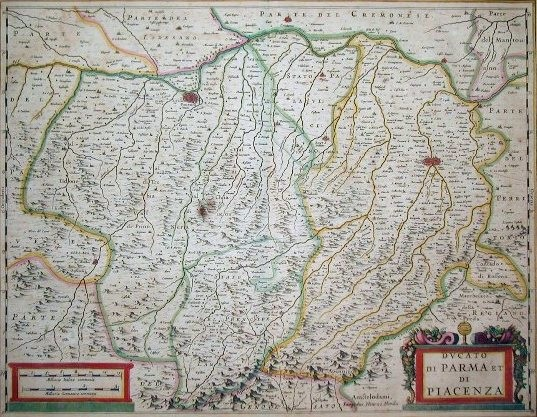
O Ducado de Parma em 1639

Para garantir a segurança do Estado, Pedro Luís criou as legiões compostas de cinco companhias de 200 infantes cada e uma guarda pessoal. Pedro Luís sabia bem que os nobres o odiavam e que o povo não tinha por ele grande simpatia. Assim, para melhor controlar a situação, decidiu que quem tivesse uma renda superior a 200 escudos devia residir na cidade, sob pena de perda dos bens. Todas estas precauções eram necessárias porque Carlos V, que nesse meio-tempo havia se tornado hostil ao papa, não tinha gratidão pela cessão do ducado a Pedro Luís. Devido a esta hostilidade, havia recomeçado a formação da facção dos guelfos com o papa, a França, Veneza, Parma e Ferrara e da facção gibelina com o imperador, Espanha, Gênova, os Médici e os Gonzaga. Foi Ferrante I Gonzaga, governante de Milão que, tendo descoberto que o imperador queria apoderar-se do ducado de Parma e Placência com a morte do papa, decidiu atacar os Farnese aos quais dedicava um ódio mortal.

## O fim do ducado

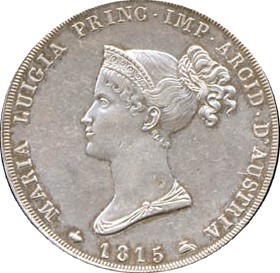
Moeda do Ducado de Parma e Placência

Em 9 de junho de 1859, Luísa de Bourbon, duquesa regente, e seu filho, o duque Roberto I, foram obrigados a abandonar o ducado não antes de ter escrito uma carta de protesto. Em 15 de setembro de 1859, foi declarado fim da dinastia dos Bourbon-Parma e o território passou a fazer parte da então província de Emília (hoje região da Emília-Romanha).
Em 5 de março de 1860 o ducado passou, mediante plebiscito, ao Reino da Sardenha, e depois ao Reino de Itália.
Atualmente, embora o ducado não exista há mais de um século, continua ainda a existir um duque simbólico. Desde 2010, este título simbólico está a cargo de Carlos Xavier, descendente dos Bourbon-Parma.